# Mosteiro de Benevívere

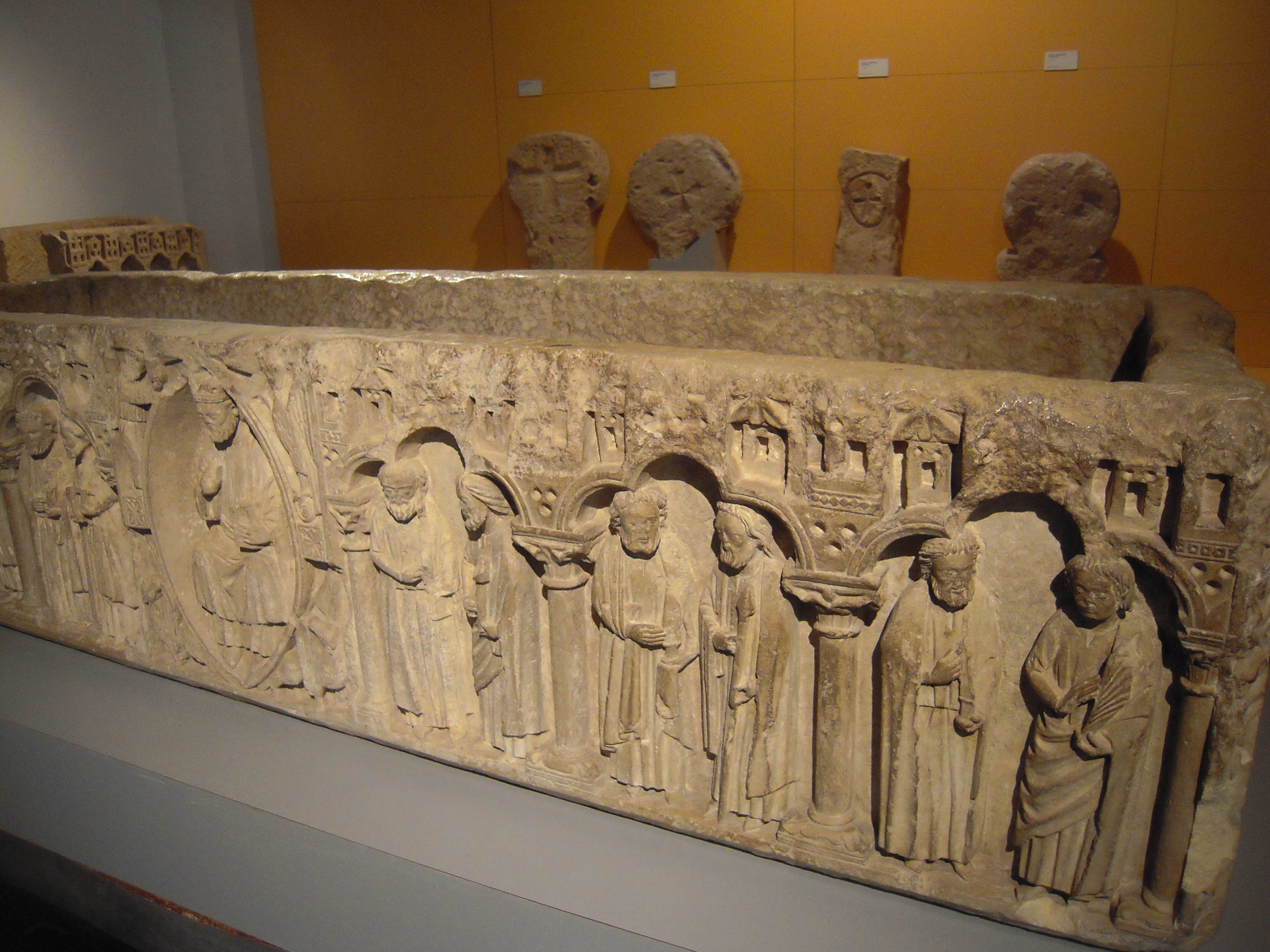
Sarcófago de estilo gótico de Santa María de Benevívere

O Mosteiro de Benevívere (espanhol: Abadía de Santa María de Benevívere) foi uma abadia na Espanha, famosa no século XII. Actualmente encontra-se arruinado. Situa-se a cerca de 4,8 quilômetros (3,0 mi) a  oeste de Carrión de los Condes na província de Palencia.

## Origens
A Abadia de Santa Maria de Benevívere foi mandada construir no século XII por Dom Diego Martínez de Villamayor. Era um nobre castelhano da casa dos condes de Bureba, muito influente na corte. Foi conselheiro de Alfonso VII e Sancho III e tesoureiro de Alfonso VIII. Depois de perder a sua esposa, ele decidiu se aposentar e se dedicar à vida contemplativa. Ele lançou as bases da Abadia em 1169.